# 521 Dywizja Piechoty (III Rzesza)
521 Dywizja Piechoty (niem. 521. Infanterie-Division) – niemiecka dywizja z czasów II wojny światowej, sformowana w rejonie Olsztyna na mocy rozkazu z 1 grudnia 1939, poza falą mobilizacyjną w I Okręgu Wojskowym. Jednostka pełniła służbę jako straż graniczna i nigdy nie brała udziału w walkach. 18 marca 1940 r. została przekształcona w 395 Dywizję Piechoty

## Struktura organizacyjna
- Struktura organizacyjna w listopadzie 1939 roku:

51. i 61 pułk Straży Granicznej;

## Dowódcy dywizji
- Generalleutnant Wolf Schede 15 XI 1939 – 7 I 1940;
- Generalleutnant Hans Stengel 7 I 1940 – 18 III 1940;